# (6231) Hundertwasser
(6231) Hundertwasser es un asteroide perteneciente al cinturón de asteroides, región del sistema solar que se encuentra entre las órbitas de Marte y Júpiter, descubierto el 20 de marzo de 1985 por Antonín Mrkos desde el Observatorio Kleť, České Budějovice, República Checa.

## Designación y nombre
Designado provisionalmente como 1985 FH. Fue nombrado Hundertwasser en homenaje a artista gráfico y pintor austríaco Friedensreich Hundertwasser, cuyo estilo abstracto decorativo sigue la tradición secesionista (Art Nouveau) de Gustav Klimt y Egon Schiele.

## Características orbitales
Hundertwasser está situado a una distancia media del Sol de 2,473 ua, pudiendo alejarse hasta 2,823 ua y acercarse hasta 2,123 ua. Su excentricidad es 0,141 y la inclinación orbital 9,414 grados. Emplea 1420,84 días en completar una órbita alrededor del Sol.

## Características físicas
La magnitud absoluta de Hundertwasser es 13,7. Tiene 5,529 km de diámetro y su albedo se estima en 0,252. 